# Marie-Loup Sougezová
Marie-Loup Sougezová (nepřechýleně Marie-Loup Sougez; 1930 Paříž – 16. března 2019 Madrid) byla francouzská fotografka a historička. Stala se průkopnickou historičkou fotografie ve Španělsku a autorkou zásadního díla pro studium této disciplíny.

## Životopis
Marie-Loup Sougezová se narodila v Paříži v roce 1930. Byla dcerou fotografa Emmanuela Sougeze, který rozhodujícím způsobem ovlivnil její vášeň pro fotografování a kterému věnovala několik studií. Během nacistické okupace Paříže žila na farmě na okraji francouzské metropole, kam se vrátila krátce před jejím osvobozením. Divize Leclerc plná Španělů okupující ulice svobodné Paříže pro ni byla nezapomenutelným dojmem. Studovala španělský jazyk a literaturu na univerzitě a v 60. letech 20. století se provdala za španělského malíře Ramóna Cascada žijícího v Paříži. Oba se v roce 1974 usadili ve Španělsku. V Madridu pracovala v redakci časopisu Historia 16, a později se začala věnovat výzkumu historie fotografie.

## Dílo
V roce 1981 vydalo nakladatelství Cátedra dílo Marie-Loup Sougezová s názvem Historia de la fotografía. V tomto díle autorka představila přehled oboru živým prózovým stylem a v duchu populárního díla určeného pro brožované vydání. Součástí díla byla závěrečná kapitola věnovaná historii fotografie ve Španělsku, od jejích počátků až po občanskou válku. Cílem této poslední kapitoly, jak sama autorka uvádí v prologu, bylo zaplnit mezeru. Ve skutečnosti se stala průkopnickým dílem a základním zdrojem informací pro badatele, kteří ji následovali.
Od svého vydání se kniha Dějiny fotografie od Marie-Loup Sougezové stala součástí základní bibliografie oboru a základním zdrojem pro badatele dějin fotografie ve Španělsku, o čemž svědčí i řada autorů, kteří ji citují.
Kniha Sougezové Historia de la fotografía (Dějiny fotografie) byla několikrát znovu vydána a v roce 2011 byla revidována a rozšířena. Mezi další zajímavá díla patří Diccionario de historia de la fotografía (Slovník dějin fotografie), jehož autorkou je Helena Pérez Gallardo a Historia general de la fotografía (Obecné dějiny fotografie), jejichž byla koordinátorkou.
V posledních letech byla spojena s Muzeem královny Sofie, kde organizovala konference.